# Григорчук Петро Семенович
Григорчук Петро Семенович — (нар. 6 серпня 1941, с. Щаслива Липовецького району Вінницької області) — історик, краєзнавець, кандидат історичних наук, професор.

## Біографія
Народився Григорчук Петро Семенович 6 серпня 1941 року в селі Щаслива (Вінницька область). 
У 1968 році закінчив історичний факультет Київського національного університету імені Тараса Шевченка.
В 1968—1971 роках навчався в аспірантурі Київського національного університету імені Тараса Шевченка.
З 1971 року працює у Вінницькому державному педагогічному інституті (з 1998 р. — Вінницький державний педагогічний університет ім. М. Коцюбинського). Тривалий час був деканом історичного факультету, а також завідувачем кафедри історії слов'янських народів.

## Коло наукових інтересів
Досліджує історію Поділля 20 — 30-х р.р. XX ст. Відповідальний редактор редакційної колегії наукового фахового видання з історичних наук «Наукові записки Вінницького державного педагогічного університету ім. М.Коцюбинського. Серія: Історія». Учасник і організатор багатьох регіональних історико-краєзнавчих науково-практичних конференцій. З історії краю опублікував більше 100 робіт.

## Основні праці
- Тв.: Вінок безсмертя: Книга-Меморіал. — К.:. Політвидав України, 1988. — 587 с.;
- Вінницька округа в середині 20-х р. в статистичних даних // Тези доп. і матеріалів 4-ї республіканської наукової конференції з історичного краєзнавства. — К., 1989;
- Джерела з історії культурного будівництва на Вінниччині в 20-х роках // Етнографія і соціальна географія Поділля. — Кам'янець-Подільський, 1991. — С. 118—121;
- Публікації документів з історії Поділля радянського періоду // 5-а Всеукраїнська наукова конференція з історії краєзнавства: Тези доп. і повідомлення. — Кам'янець-Подільський, 1991. — С. 557—559;
- Вплив сталінізму на культуру Поділля в 30-х роках XX ст. // Культура Поділля: історія і сучасність. — Хмельницький, 1993. — С. 91-93;
- Перебування Михайла Грушевського на Поділлі // Тези доповідей і повідомлень VI Всеукраїнської наукової конференції з історичного краєзнавства. — Луцьк, 1993. — С. 239—241;
- Поділля в період гетьманату: деякі аспекти політичного розвитку // Поділля і Волинь в контексті історії національного відродження. — Хмельницький, 1995. — С. 60-66;
- Особливості культурного будівництва на Поділлі в 30-х рр. XX ст. // Історичне краєзнавство в Україні: традиції і сучасність / VII Всеукраїнська наукова конференція. — Ч. 2. — К, 1996. — С. 331—333;
- Переселення селян Подільської губернії у США та Бразилію (кінець XIX — початок XX ст.) // Тези доповідей 15-ї Вінницької обласної історико-краєзнавчої конференції. — Вінниця, 1996. — С. ЗО-32;
- Допомога подолян голодуючим Поволжя в 1921—1922 рр. // Тези доповідей 16-ї Вінницької обласної історико-краєзнавчої конференції. — Вінниця, 1997. — С. 49-51;
- Соціально-економічне становище Поділля в роки першої світової війни // Перша світова війна і слов'янські народи. — К, 1998. — С. 67-69;
- Реалізація реформи органів управління та самоврядування в Подільській губернії в 1918 році II Матеріали X Подільської історико-краєзнавчої конференції. — Кам'янець-Подільський, 2000. — С. 361—365;
- Кам'янецька доба «української революції» // Матеріали X Подільської історико-краєзнавчої конференції. — Кам'янець-Подільський, 2000. — С. 372—384;
- Комнезами на Поділлі. — Вінниця, 2001. — 160 с. (у співавтор.); Взаємодія революційних трибуналів та надзвичайних комісій в Україні 1918—1922 рр. (на матеріалах Поділля) // Актуальні проблеми вітчизняної і всесвітньої історії. — Луганськ, 2001. -С. 189—194;
- Правове становище м. Вінниці у XVII—XVIII ст. (за працями В. Д. Отамановського) // Історія України: маловідомі імена, події, факти. — Вип. 15. — К.; Донецьк, 2001. — С. 123—128;
- Зміни адміністративно-територіального устрою Поділля — Вінниччини II Поділля в контексті української історії: Матеріали Всеукраїнської наукової конференції. — Вінниця, 2001. — С. 153—157 (у співавт.);
- Історичний факультет Вінницького педуніверситету: минуле і сучасне II Наукові записки. Історія / ВДПУ ім. М. Коцюбинського. — Вип. 4. — Вінниця, 2002. — С. 12-17 (у співавт.);
- В. Д. Отамановський — видатний історик України, організатор краєзнавчої роботи на Поділлі. II Там же. — С. 115—122 (у співавтор.);
- Мовна політика в школах України в кінці 50-х — першій половині 60-х рр. XX ст. II Історичне краєзнавство в системі освіти України: здобутки, проблеми, перспективи: Науковий збірник. — Кам'янець-Подільський: Абетка-НОВА, 2002. — С. 87-91 (у співавтор.);
- Продовольча політика більшовиків на Поділлі у 1919—1920 рр. // Наукові записки. Історія / ВДПУ ім. М. Коцюбинського. — Вип. 5. — Вінниця, 2003. — С. 76-81 (у співавтор.);
- Історико-теоретичні проблеми становлення постіндустріальної соціальної системи II Там же. — С. 151—154 (у співавт.);
- Деякі аспекти культурно-національного процесу на Поділлі на початку 20-х років XX ст. Наукові записки. Історія / ВДПУ ім. М. Коцюбинського. — Вип. б. — Вінниця, 2003. — С. 145—150;
- Подолянин І. Я. Падеревський — визначний польський політичний та музичний діяч II Наукові записки. Історія / ВДПУ ім. М. Коцюбинського. — Вип. 7. — Вінниця, 2004. — С. 132—136 (у співавт.).